# Blesewitz
Blesewitz ist eine Gemeinde in der Nähe der Stadt Anklam im Landkreis Vorpommern-Greifswald in Mecklenburg-Vorpommern (Deutschland). Sie wird vom Amt Anklam-Land mit Sitz in der Gemeinde Spantekow verwaltet.

## Geografie und Verkehr
Blesewitz liegt nördlich der Bundesstraße 197 und südlich der Bundesstraße 199. Anklam liegt etwa sieben Kilometer nordöstlich der Gemeinde. Die Bundesautobahn 20 ist über die Anschlussstelle Anklam (etwa 20 km) zu erreichen.

## Ortsteile
- Neu Sanitz
- Alt Sanitz
- Blesewitz

## Geschichte

### Neu Sanitz
Neu Sanitz wurde urkundlich als „Nyenzagenicz“ 1345 erstmals erwähnt. Erst 1851 nennt der Ort sich Neu Sanitz. Der Ort wurde als Vorwerk/Meierhof in der wüsten Feldmark von Sanitz angelegt, war aber zu Nerdin als Pertinenz, d. h. Teil eines Landgutes, gehörig. Namensdeutung siehe Alt Sanitz.
Neu Sanitz hatte zum Vorwerk noch zusätzlich einige kleine verstreute Siedlungshöfe.
Seit 1895 wurde Neu Sanitz von der Kleinbahnstrecke Anklam-Gellendin-Dennin berührt, die aber im Gegensatz zu anderen Kleinbahnstrecken 1945 nicht demontiert wurde, sondern erst 1969. Der Ort hatte einen eigenen Haltepunkt.

### Alt Sanitz
Alt Sanitz wurde erstmals 1258 als „de Zaiens“ urkundlich genannt, 1631 mit „Sanitz“ und dann ab 1851 mit Alt Sanitz. Das bedeutet als slawische Gründung „Heubach“. Der Ort fiel vermutlich im Dreißigjährigen Krieg wüst, denn er wurde erst 1764 von eingewanderten Familien neu angelegt.
Alt Sanitz wurde 1895 ebenfalls von der Kleinbahnstrecke Anklam-Gellendin-Dennin tangiert und hatte ebenfalls einen Haltepunkt.
Der Ort bestand aus einer zusammenhängenden Katenzeile und besaß eine Bockwindmühle. Auffällig sind südlich des Ortes eine Vielzahl von Lesesteinwällen, die aus den abgesammelten Steinen von den Ackerflächen bestanden und als Abgrenzungen der Viehweiden dienten.
Die Landgemeinde Alt Sanitz wurde in den 1920er Jahren mit Neu Sanitz und Blesewitz zur Gemeinde Sanitz zusammengeschlossen. Sanitz wiederum wurde 1935 Teil der Großgemeinde Pelsin. Anlässlich der Auflösung der pommerschen Großgemeinden nach dem Zweiten Weltkrieg entstand aus Alt Sanitz, Neu Sanitz und Blesewitz die Gemeinde Sanitz. Blesewitz wurde am 1. Januar 1951 aus der Gemeinde Sanitz ausgegliedert. Am 31. Dezember 1952 wurde Sanitz nach Blesewitz eingemeindet. So kamen beide Orte wieder zusammen, diesmal aber unter dem Namen Blesewitz.

### Blesewitz

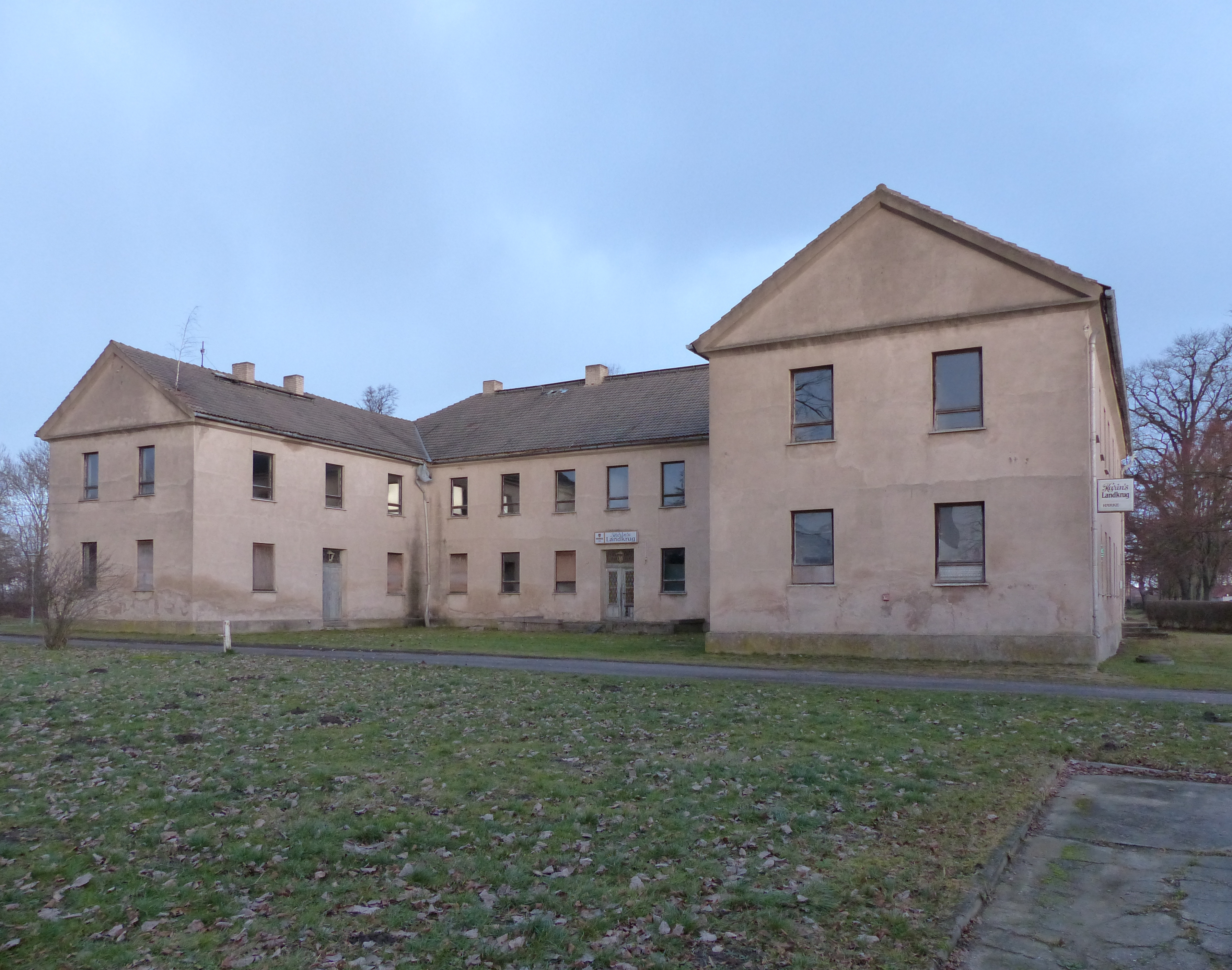
Gutshaus Blesewitz

Blesewitz wurde als Blaseviz 1326 erstmals urkundlich genannt. Erst 1658 wird der aktuelle Name genannt. Der slawische Gründungsname bedeutet so viel wie „kahle Fläche“.
Blesewitz ist ein Gutsdorf, das sich aber später zum Angerdorf entwickelte, mit Kirche und Kirchhof.
Das ehemalige ritterschaftliche Gut Blesewitz gehörte der Familie Kolbe, die sowohl in Mecklenburg, als auch in Pommern ansässig war. Die nicht adlige Familie war als Mühlenbesitzer zu Reichtum gekommen und kaufte Mitte des 18. Jahrhunderts mehrere Güter, darunter Charlottenhof, Rossin und Pritzlow. Blesewitz kam Anfang des 19. Jahrhunderts an die Familie. Letzter Besitzer war Paul Kolbe, er hatte hier 865 ha, davon 100 ha Wald.
Nach der Bodenreform und zu LPG-Zeiten wurde das um erbaute Gutshaus als Wohnhaus für Umsiedler und später als ländliches Kulturhaus genutzt.
Von der kompakten Gutsanlage sind noch fast alle Gebäude und deren Umfeld einschließlich Park erhalten, lediglich in DDR-Zeiten zum Teil verändert (Dächer usw.).

## Politik

### Gemeindevertretung und Bürgermeister
Der Gemeinderat besteht (inkl. Bürgermeister) aus 6 Mitgliedern. Die Wahl zum Gemeinderat am 26. Mai 2019 hatte folgende Ergebnisse:
| Partei/Bewerber                 | Prozent | Sitze |
| ------------------------------- | ------- | ----- |
| Wählergruppe Sanitz/Blesewitz   | 82,58   | 5     |
| Einzelbewerberin Lorenz-Klöting | 13,20   | 1     |

Bürgermeister der Gemeinde ist Frank Zibell, er wurde mit 74,19 % der Stimmen gewählt.
Bei der Landtagswahl in Mecklenburg-Vorpommern 2016 wurden 48,2 Prozent der Stimmen für die AfD und 17,3 Prozent für die NPD abgegeben. Damit erreichte das Dorf eine gewisse Bekanntheit als Hochburg rechtspopulistischer und rechtsextremer Parteien.

### Wappen, Flagge, Dienstsiegel
Die Gemeinde verfügt über kein amtlich genehmigtes Hoheitszeichen, weder Wappen noch Flagge. Als Dienstsiegel wird das kleine Landessiegel mit dem Wappenbild des Landesteils Vorpommern geführt. Es zeigt einen aufgerichteten Greifen mit aufgeworfenem Schweif und der Umschrift „GEMEINDE BLESEWITZ * LANDKREIS VORPOMMERN-GREIFSWALD“.

## Sehenswürdigkeiten

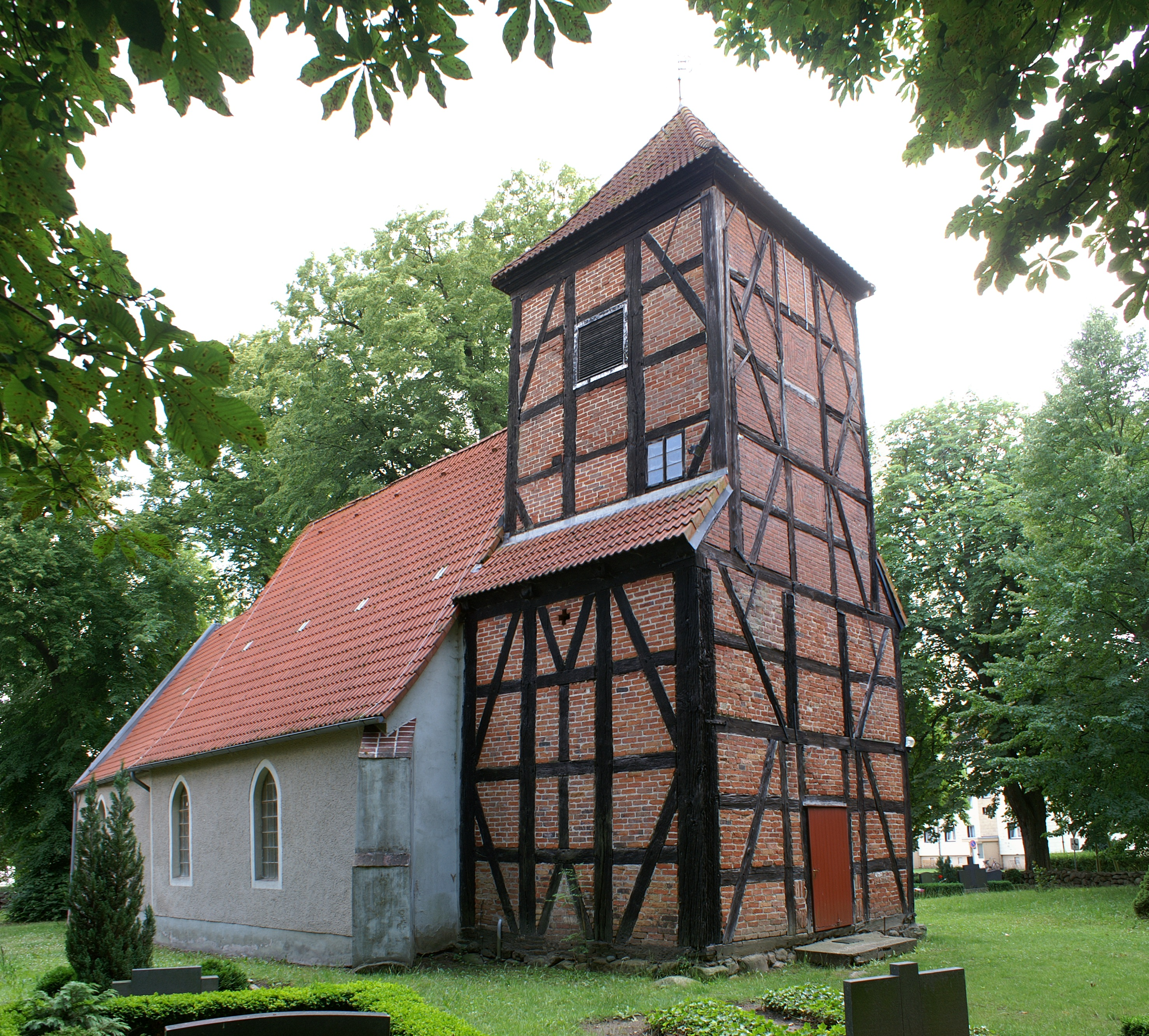
Kirche Blesewitz

- Die Kirche Blesewitz besteht aus dem eingezogenen Chor aus dem 14. Jahrhundert und dem tonnengewölbten Langhaus aus dem 15. Jahrhundert, beide getrennt durch den Triumphbogen; Westturm aus Holzfachwerk.
- Zweigeschossiges Gutshaus Blesewitz aus dem 18. Jahrhundert mit zwei späteren Seitenflügeln.